# Caesars Palace

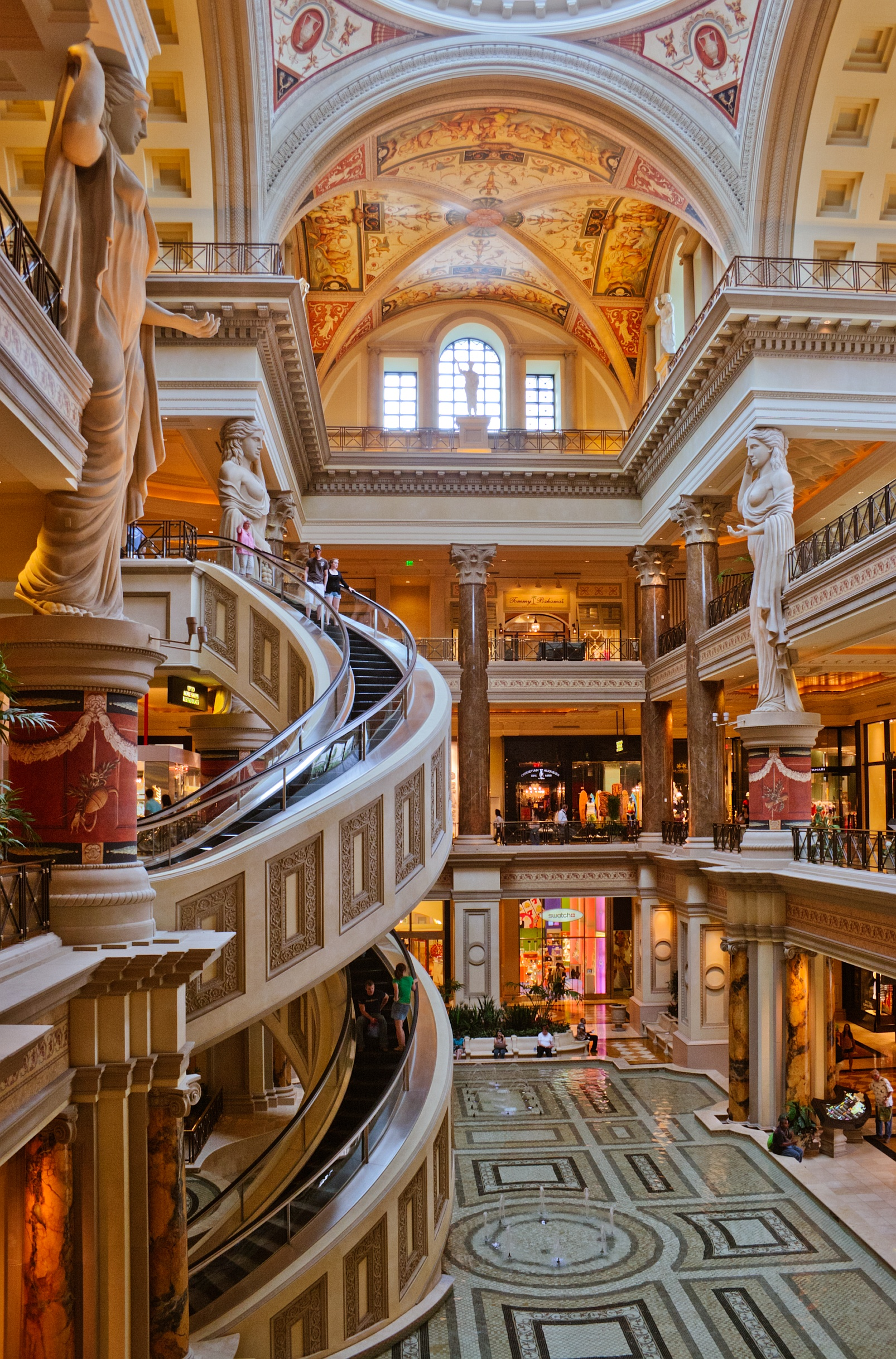
Forum Shops. Ein Einkaufszentrum im antiken Stil innerhalb des Hotel-Komplexes

Das Caesars Palace ist ein Hotel in Paradise im Großraum Las Vegas im US-Bundesstaat Nevada. Es ist im Stil eines antiken römischen Palastes errichtet; der Name leitet sich von Gaius Iulius Caesar her, dem Herrscher des antiken Rom, und soll dessen Pracht widerspiegeln.
Das Hotel am Las Vegas Boulevard besitzt 3.960 Gästezimmer und Suiten in sechs Zimmertürmen. Säulen, Statuen und Wasser-Fontänen prägen das Erscheinungsbild der Anlage. Das im Hotel integrierte Spielkasino belegt eine Fläche von etwa 15.000 Quadratmetern. Die Forum Shops, ein großes Einkaufszentrum mit exklusiven Geschäften sowie ein weitläufiger Pool- und Gartenbereich gehören ebenso zu dem Komplex.

## Geschichte
1962 erhielt Jay Sarno einen Kredit über 10,6 Mio. US$ aus dem Central States Pension Fund der Teamsters und errichtete von 1962 bis 1965 ein Hotel mit angeschlossenem Kasino. Es wurde am 5. August 1966 eröffnet. Ein Jahr nach der Eröffnung des Hotels erlangte das Hotel durch den Motorradstuntman Evel Knievel großes Aufsehen, als dieser sich schwer verletzte, nachdem er im Beisein zahlreicher Zuschauer über die Brunnenanlage entlang der Vorfahrt des Caesars Palace gesprungen war, jedoch bei der Landung stürzte.
1962 begann der Bau des Roman Towers, dem ersten Hotelturm der Anlage mit 680 Zimmern in 14 Geschossen. Das halbkreisförmige Gebäude wurde zentriert hinter dem Haupteingang und der von Springbrunnen gesäumten Vorfahrt angelegt. 1970 wurde das Hotel durch den rechteckigen, erneut 14-stöckigen, Centurion Tower mit 222 Zimmern erweitert. Der abgerundete Roman Tower wurde später um eine entgegengesetzt-gekrümmte Kurve verlängert. Der Forum Tower mit 22 Geschossen kam 1979 hinzu. Am 17. Oktober 1981 und am 25. September 1982 fand auf dem Parkplatzgelände der Große Preis von Las Vegas statt. Sieger der Formel-1-Rennen waren Alan Jones (1981) sowie Michele Alboreto (1982). Da die Rennstrecke auf den Parkplätzen des Caesars Palace sehr uneben war, fand der Grand Prix dort nur zweimal statt. 2023 wurde mit dem Las Vegas Strip Circuit ein neuer Straßenkurs verwendet.
Das Caesars Palace war in den 1980er Jahren Austragungsort vieler berühmter Box-Kämpfe, bevor es in den 1990er Jahren von einem reinen Casino-Hotel zu einem familienfreundlichen Unterhaltungskomplex umgebaut wurde. Diese Änderung haben alle großen Hotels im Großraum Las Vegas vollzogen. Auch heute finden allerdings noch Boxkämpfe statt, vor allem in der Außenanlage „Thomas and Mack Arena“. 1987 wurden Szenen des 1988 erschienenen oscarprämierten Kinofilms Rain Man mit Tom Cruise und Dustin Hoffman in den Hauptrollen im Caesars Palace gedreht.
1997 wurde der Palace Tower errichtet. Erstmals wurde dessen Fassade im römisch inspirierten Stil gestaltet. Die bis dahin errichteten Hoteltürme kamen ohne ebensolchen aus. Im selben Jahr wurden auch die 1992 eröffneten Forum Shops, wie auch die Casino- und Konferenzflächen erweitert und die ebenso römisch gestaltete Pool- und Gartenanlage errichtet. Im Jahr 2000 wurden nun an allen früher errichteten Bauteilen antike Stilelemente nachgerüstet um sie den neu gebauten Hotelteilen anzugleichen.
2003 wurde das Colosseum eröffnet, ein modernes Theatergebäude mit über 4000 Sitzplätzen, das äußerlich dem antiken Kolosseum in Rom nachempfunden ist. Viele Künstler haben im Laufe der Jahre im Caesars Palace gastiert, beispielsweise Frank Sinatra, Liberace und David Copperfield. Seit März 2003 stehen abwechselnd unter anderen Cher, Céline Dion, Adele, Elton John und Shania Twain auf der Bühne des Colosseum. Für die Pussycat Dolls wurde darüber hinaus die „Pussycat Dolls Lounge“ eröffnet, in der sie auch auftraten.
Im Jahr 2004 wurden die Forum Shops mit einer dem Strip zugewandten dreistöckigen Ausbaustufe auf die heutige Größe ausgebaut. In diesem Gebäudeteil befinden sich auch die bekannten spiralförmigen Rolltreppen. Im Jahr 2005 wurden der Augustus Tower (35 Geschosse, 949 Zimmer) und die neue Hotellobby ihrer Bestimmung übergeben. Im selben Jahr hat der französische 3-Sterne-Koch Guy Savoy ein Restaurant im Caesars Palace eröffnet.
2008 diente das Casino als Filmset für den Kinohit Hangover. In diesem fragt Alan (Zach Galifianakis) die Rezeptionistin, ob Caesar wirklich im Caesars Palace gelebt habe. 2013 wurde das Hotel erneut als Filmset in Hangover 3 genutzt.
Der bisher letzte Neubau des Hotels ist der Octavius Tower und wurde 2011 eröffnet. Das Caesars ist damit eines der wenigen Hotels im Großraum Las Vegas, das seit seiner Eröffnung keine Gebäudeteile abgerissen bzw. (wie dort üblich) gesprengt hat, sondern stattdessen immer wieder erweitert und umgebaut wurde.
Seit 2013 befindet sich im ehemaligen Centurion Tower des Caesars das eigenständig betriebene Boutique-Hotel Nobu Hotel.
Von 2022 bis Juni 2024 trat Adele fast jeden Freitag und Samstag mit ihrer Show Weekends With Adele im Colloseum auf. Diese unterbrach sie im Juni 2024 um sich auf ihre München Shows im August 2024 Adele in Munich  vorzubereiten. Im Oktober 2024 wird sie nach Las Vegas zurückkehren, um dort die aufgrund von gesundheitlichen Problemen abgesagten Shows im März nachzuholen.

## Besitzverhältnisse
Nach mehreren Besitzerwechseln gehört das Caesars Palace seit 2005 zur Harrah’s Entertainment, Inc. Die Harrah’s Gruppe hat Caesars Entertainment, Inc. (bis 2003 Park Place Entertainment Corporation), einem Konzern mit 55.000 Mitarbeitern, der knapp 30 Hotel-Kasinos weltweit unterhält, übernommen. Seit 2010 tritt nun das gesamte Unternehmen wieder als Caesars Entertainment auf.
In Las Vegas gehören unter anderem die Hotels Horseshoe, Flamingo und Paris zur Gruppe. Es gibt weitere Caesars Hotels in den Vereinigten Staaten, beispielsweise in Atlantic City, New Jersey.

## Galerie

Logo
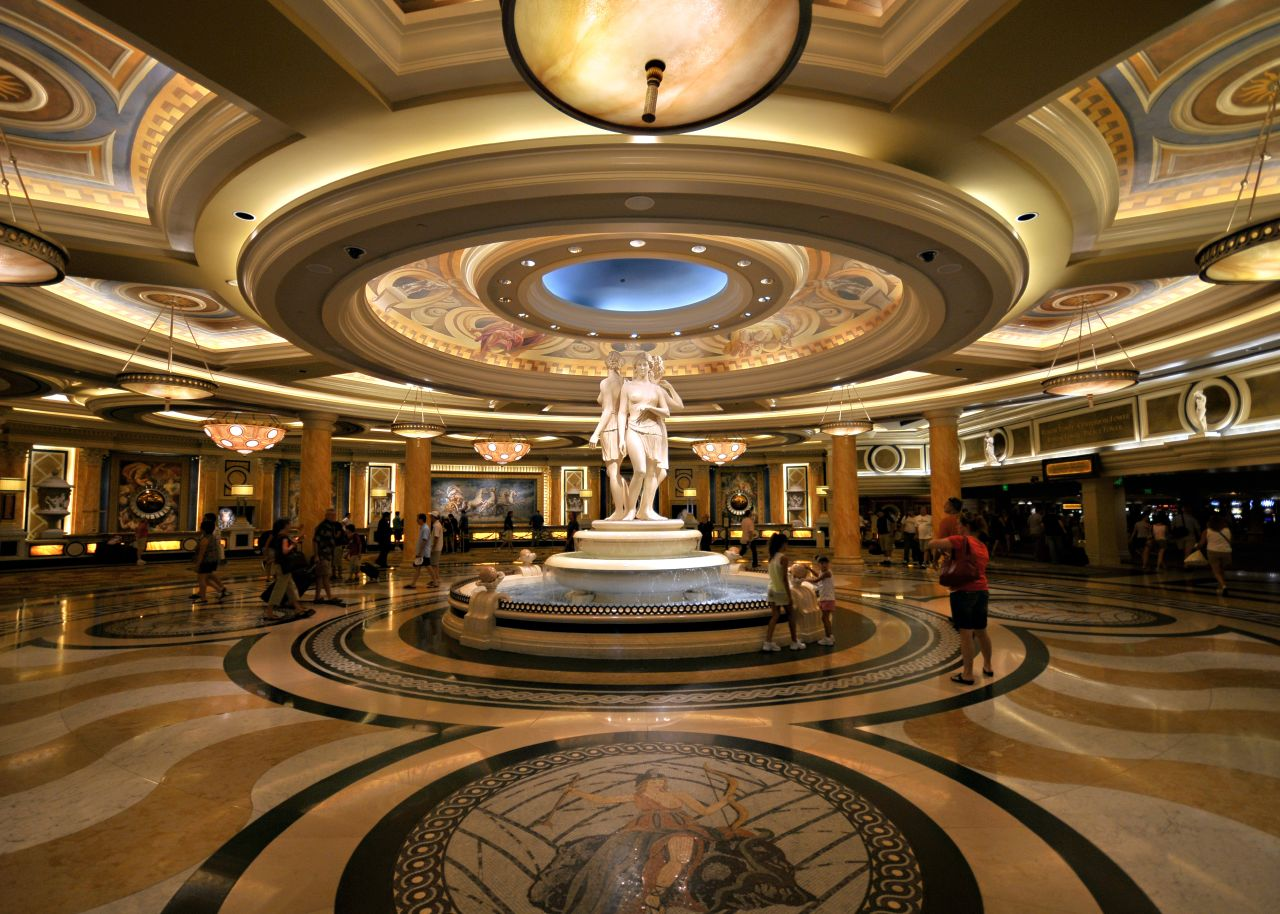
Hotellobby
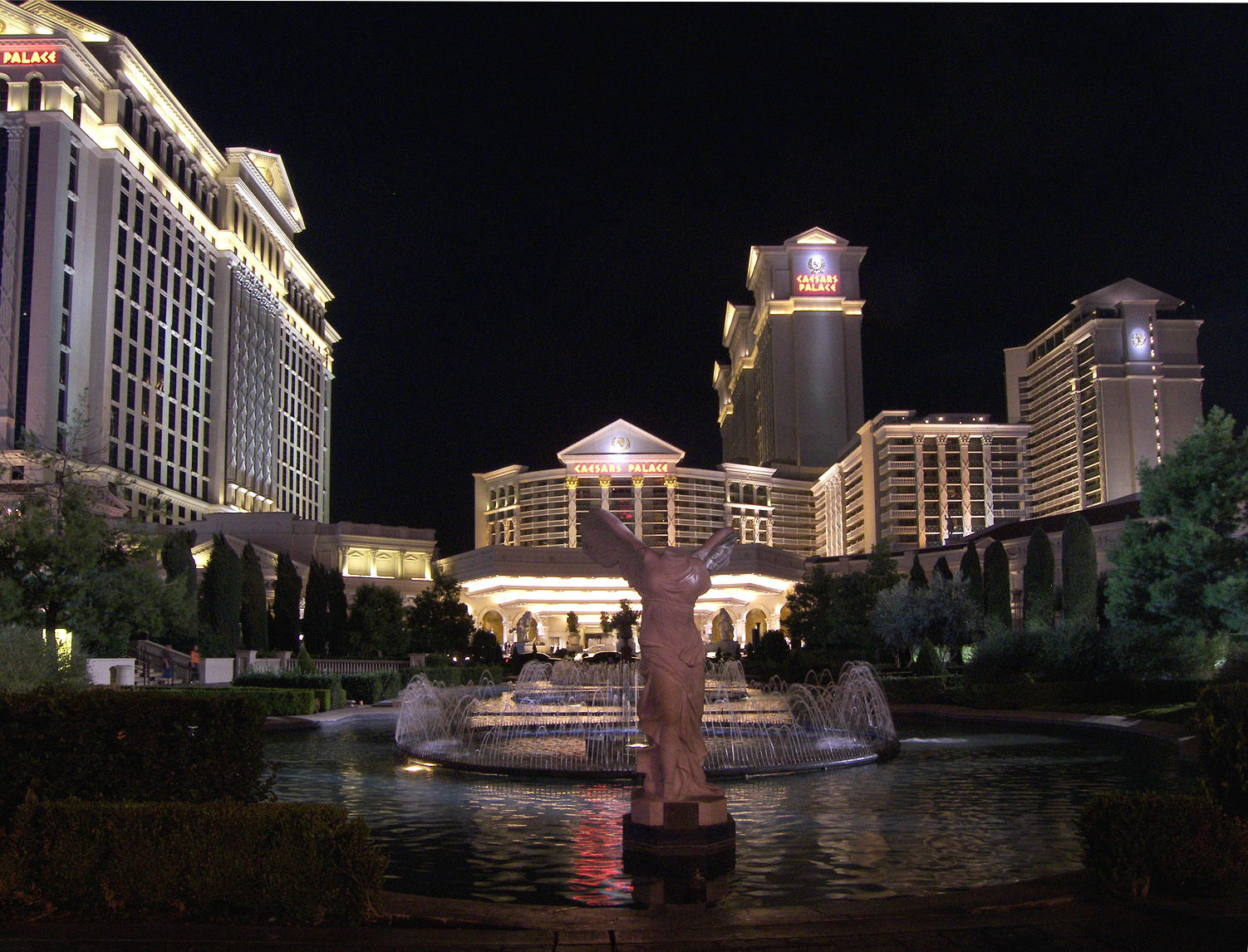
Der Hauptbrunnen an der Vorfahrt
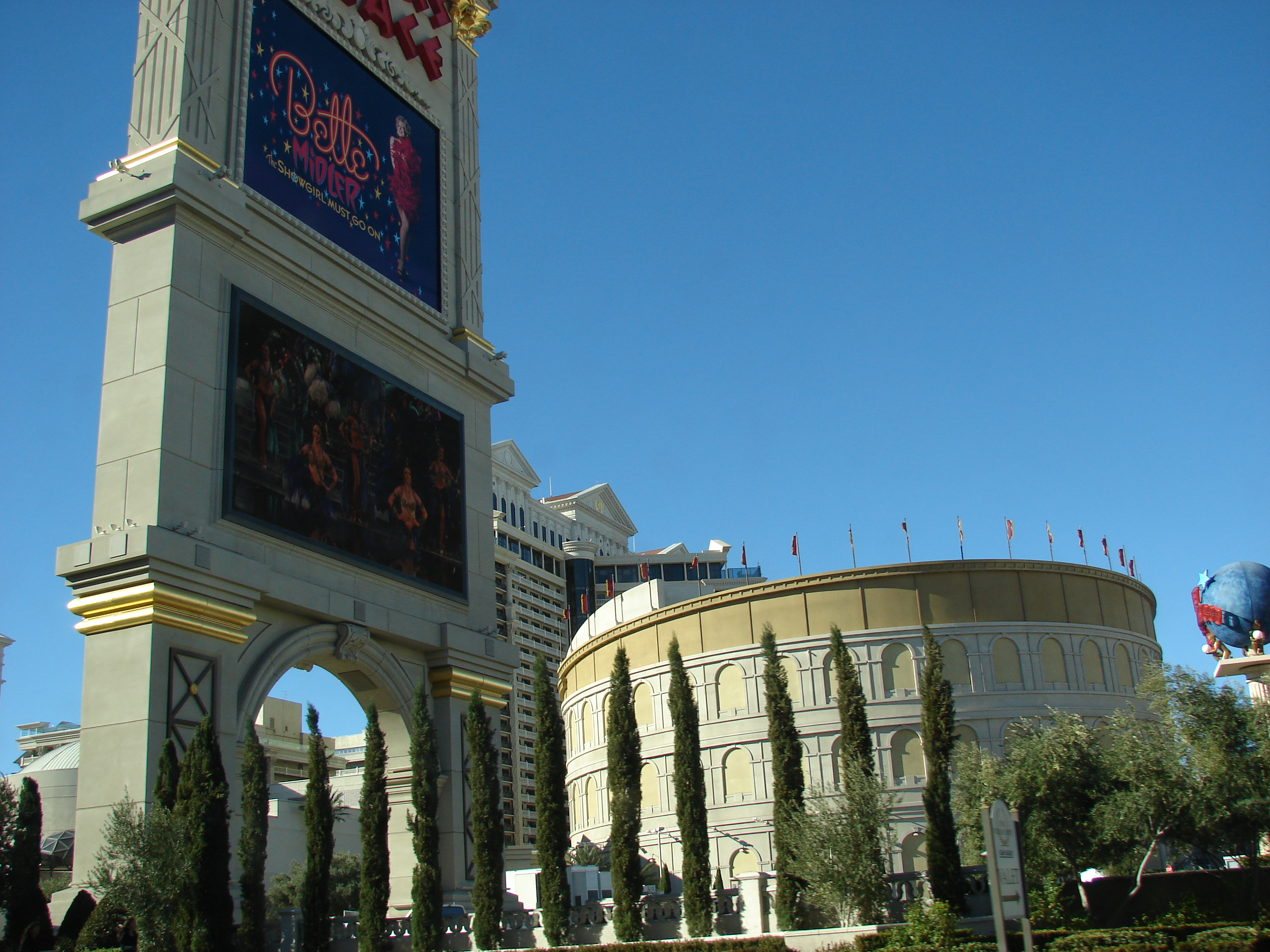
Colosseum
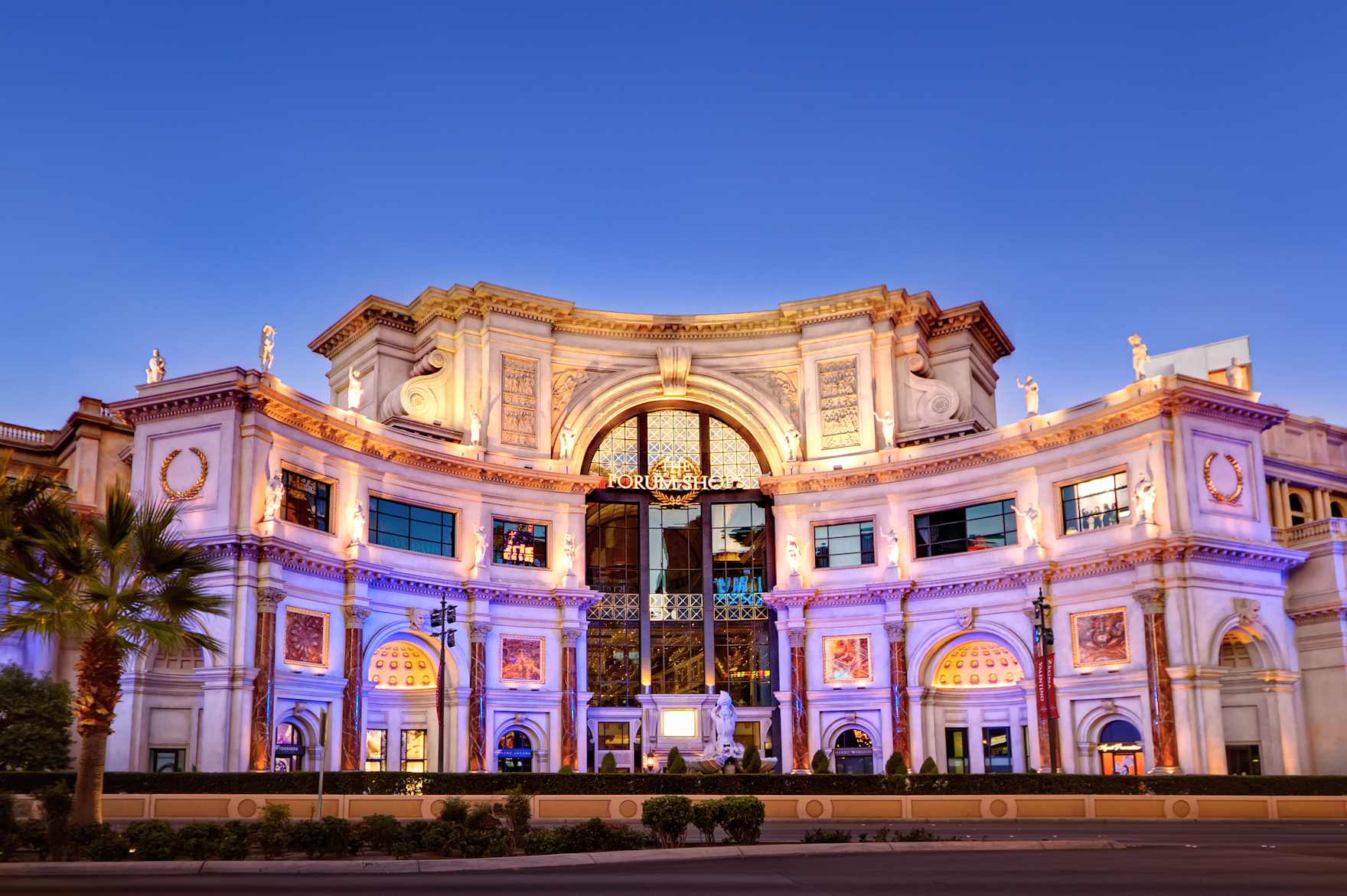
Die dem Strip zugewandte Fassade der Forum Shops
- Rolltreppenfahrt durch die Forum Shops